# Civitella San Paolo
Civitella San Paolo è un comune italiano di 2 019 abitanti della città metropolitana di Roma Capitale nel Lazio.

## Geografia fisica
Il territorio del comune di Civitella San Paolo è situato geograficamente nella valle del Tevere, i terrazzi fluviali raggiungono la massima altitudine con i 288 m s.l.m. del colle del monte Cucolo.

### Clima
Classificazione climatica: zona D, 1811 GR/G.

## Origini del nome
Nei documenti si trova menzionato con il nome di Civitas de Colonis, che divenne poi "Civitella".
Il borgo sorge nel territorio un tempo chiamato "Collinense", tra le colline che circondano il Tevere; in origine era probabilmente abitato dai cittadini di Capena fuggiti dalla loro città in seguito alle invasioni barbariche. La prima documentazione che ne attesta l'esistenza risale però alla bolla di papa Gregorio VII del 1081, in cui compare con il nome di Civitas de Colonis.

## Storia
Il nome di Civitella deriva dal vocabolo latino Civitatula, diminutivo di civitas, che significa 'piccola città', e dalla sua trasformazione nel volgare Civitatella, da cui finalmente, per abbreviazione, Civitella. È probabilmente uno dei siti prescelti di emigrazione dalle città capenati, forse dalla stessa Capena dopo l'abbandono tra IV e V secolo d.C..
Nel Medioevo, a questo toponimo si aggiunse anche una specificazione che indicava che il centro abitato fosse una colonia, cioè un centro abitato direttamente fondato da parte dello Stato Pontificio.  È menzionata, infatti, in una bolla di papa Gregorio VII del 1081, come Civitas de Colonis, pertinenza del monastero di San Paolo fuori le Mura di Roma, che attraverso il possesso di città, terre, castelli e chiese, Gregorio VII aveva donato un potere enorme all'abbazia: la facoltà d'essere svincolata dall'autorità civile ed ecclesiastica (dioecesis nullius), fatto salva l'autorità indiscussa dello stesso pontefice: aveva offerto ai monaci paolini il controllo e la giurisdizione di un vastissimo territorio compreso per la maggior parte tra la riva destra del Tevere, la via Cassia ed il monte Soratte, un tempo sottoposto alle diocesi di Nepi e di Sutri, la cui signoria si estendeva in uno stato monastico-feudale sino alla Flaminia e la Cassia, comprendente i comuni di Capena, Castelnuovo di Porto, Riano, Morlupo, Magliano, Cesano, Galeria e Campagnano.
Nel XII secolo i monaci concessero il borgo in enfiteusi a Tebaldo di Cencio; successivamente fu usurpata dai figli Cencio e Stefano.
Nel 1416 Civitella Sancti Pauli figura nell'elenco delle comunità soggette al contributo semestrale dell'imposta sul sale e focatico, con un consumo di 10 rubbi, corrispondente ad una popolazione stimabile in 850 abitanti.

Nel 1427 figura come bene personale di Odoardo Colonna, alla cui famiglia era stata attribuita da papa Martino V. I Colonna tuttavia dovettero restituirla alla Chiesa con l'elezione di papa Eugenio IV.
Nel 1434, papa Eugenio IV la diede in enfiteusi a Giorgio e Battista (Ridolfini?) di Giovanni da Narni, creditori del pontefice di 5000 fiorini per i servigi a lui resi. Tra il 1434 ed il 1435 Civitella San Paolo fu chiamata a contribuire con l'invio di trenta fanti armati a Bracciano, ad ingrossare l'esercito pontificio di Eugenio IV contro Niccolò Fortebraccio.
Il 18 marzo 1452 i monaci di San Paolo ricomprarono il feudo civitellese da Battista da Narni e dai figli del quondam Giorgio, Antonio e Giovanni, per un prezzo di 2000 ducati.
Civitella San Paolo ebbe un proprio scalo fluviale in età medievale, chiamato "Barcana", termine derivato da una barca tenuta a spese della Comunità della valle del Tevere, presso il moderno passo di Fiano. È probabile che in località Meana, oggi nel comune di Nazzano, esistesse un pontile attrezzato, delle baracche ed un'imbarcazione, utilizzati dalla comunità e dal monastero di San Paolo sino agli inizi del XVII secolo, dal nome di "Porto
Vecchio".
Nel 1497 Civitella San Paolo inviò alcuni fanti armati nell'esercito di papa Alessandro VI, nella sfortunata guerra contro Gentil Virginio Orsini a Bracciano.
Nel 1616 fu emanato ed approvato lo statuto, da parte dell'abate Alessandro da Brescia.
Nel 1703 in tutto lo Stato Pontificio furono avvertite numerose scosse di terremoto, ma Civitella San Paolo non ebbe particolari danni.
È attestato come nei documenti ufficiali tra XVII e XIX secolo, questa comunità si servisse di un timbro a secco rotondo con la figura del patrono san Giacomo Maggiore impugnante il bastone ed il cappello da pellegrino, con l'iscrizione: Civitelle S.P. Castrum.
Dopo il "decreto di secolarizzazione" del 1789 e durante il periodo della Repubblica Romana (1798-1799) il monastero perse ogni diritto di proprietà sul feudo Collinense.
Tra il 1802 ed il 1803 la Comunità che contava 600 abitanti, già afflitta dalla carestia che si era abbattuta su tutto lo Stato della Chiesa, fu crudelmente colpita da un'epidemia di febbre maligna che falcidiò la popolazione, tanto che morirono due medici e centoventi persone.
Negli stravolgimenti amministrativi e territoriali della prima Repubblica Romana, Civitella San Paolo fece parte del cantone di Morlupo, dipartimento del Cimino. Tale suddivisione fu pressoché confermata durante l'Impero Francese (1809-1814), ma rientrante nell'arrondissement di Roma, dipartimento del Tevere.
Nella restaurazione di Pio VII, dopo la caduta di Napoleone, fu introdotta una nuova suddivisione amministrativa nello Stato Pontificio (6 luglio 1816) e Civitella San Paolo rientrò nella Comarca di Roma come parte del "Governo di Nazzano"; nel 1828 a Nazzano subentrò Castelnuovo di Porto come capoluogo governativo.  Nel censimento dello Stato Pontificio del 1853 a Civitella San Paolo, comune della Comarca,
veniva registrata una popolazione di 771 abitanti (di cui 768 dimoranti nell'abitato, e 3 in campagna) distribuiti in 167 case ed in 169 famiglie, con
la chiesa parrocchiale di Santa Maria.
Con la presa di Roma del 1870 e la soppressione degli enti ecclesiastici del 1873, il monastero di San Paolo manifestò un crescente disinteresse per il territorio un tempo soggetto e ora parte integrante del Regno d'Italia.  Durante il periodo di governo dell'abate Alfredo Ildefonso Schuster (1918-1929), tuttavia, Civitella San Paolo beneficiò di non poche e particolari attenzioni: fu restaurato il castello (1924-1929) e la chiesa di San Lorenzo (1926), mentre per volere di Schuster fu costruito ex novo il monastero di Santa Scolastica in località Monte Lino (1934). Nel 1996 l'Abbazia di San Paolo ha definitivamente ceduto il castello –dopo un possesso millenario - acconsentendo all'acquisizione da parte del Comune.

## Monumenti e luoghi d'interesse

### Architetture militari
- Castello abbaziale di Civitella San Paolo è uno tra i più interessanti esempi di architettura militare medievale della Valle del Tevere, perfettamente conservato. È probabile che in origine (X - XI secolo) vi fosse soltanto una torre (identificabile nell'attuale mastio), edificata in un luogo strategico per svolgere funzioni di vedetta e di vigilanza sui traffici fluviali, sul transito di eserciti nemici, di merci o di bestiame lungo la via Tiberina.
- Mura di cinta

Civitella San Paolo ha la particolarità di aver avuto un triplice circuito murario concentrico, corrispondente ad altrettante fasi di ampliamento del borgo avvenute nel corso dei secoli.
- Il tratto più antico (e meglio conservato) di queste civiche mura è riconoscibile sul lato destro del basamento del castello, nei pressi di porta Capena.
- La seconda fase di costruzione delle mura, databile alla seconda metà del XIII secolo, corrisponde al nucleo più antico del borgo, che ebbe la denominazione di "contrada La Rocca" o "Castello"; aveva un perimetro di circa 235 metri ed una forma simile ad un ovale. Era intervallata da una serie di torri quadrate dalla tipica "gola aperta", oggi quasi del tutte scomparse, ad eccezione di quella presso le "scale nuove" in via Cavour, mirabilmente conservata, seppure oggi divenuta un'abitazione.  La muratura di questa cerchia è difficilmente indagabile a causa delle sopraelevazioni e dello sviluppo di edilizia intensiva del XV secolo, che portò alla completa trasformazione e all'utilizzazione delle strutture difensive, per fini civili.
- L'ultimo ampliamento delle mura, che procede di pari passo con l'espansione edilizia a saturazione delle aree ancora libere, è databile tra la fine del XV e gli inizi del secolo successivo, e raggiunge un perimetro complessivo di circa 600 metri: un'opera davvero ammirabile per l'epoca, se si considerano tutti i necessari lavori preliminari di cava dei materiali, di bonifica, di sterro e di riempimento nella zona particolarmente scoscesa della "Piscericata" e delle "Piaggie". Il recinto murario, intervallato da torri e da bastioni, s'innesta direttamente al castello abbaziale, formando un unico organismo difensivo; oltre alla porta principale, fu aperta porta Capena e la Posterula, piccolo e secondario ingresso di campagna ormai scomparso. Formidabile è il torrione a pianta circolare con troniere interne, che rivestiva una notevole importanza strategica, perché posto sull'angolo più meridionale delle mura, che qui ripiegavano di 90°, a seguire l'andamento orografico del terreno circostante il borgo: era ovviamente destinato a difendere la parte non coperta dal tiro delle artiglierie del castello.

### Architetture civili
- Porta Romana

L'antica porta civica d'accesso al borgo (un tempo denominata "Porta Romana" o "Porta Castello", nelle forme attuali, risale all'anno giubilare 1800: è quasi del tutto realizzata in stucco applicato a rilievo sulla muratura medievale del castello; oggi è priva del portone in legno a due battenti, andato purtroppo perduto
La sua architettura è in stile neoclassico, ma di sapore ancora settecentesco. Alla base sono due semplici paraste doriche che sorreggono una trabeazione modanata, sulla quale a sua volta è impostata la parte superiore movimentata da una coppia di pinnacoli ed una sorta di edicola a timpano triangolare interrotto, che inquadra lo stemma dell'Abbazia di San Paolo, con festoni, soprastante cherubino e corona baronale.

Dall'iscrizione dedicatoria si apprende il nome del costruttore, il mastro muratore Giacomo Ricci che dai documenti d'archivio risulta un autentico "factotum" al servizio del Comune in quegli anni, ma non l'ideatore: 
- Porta Capena

Porta Romana detenne per secoli il primato di unico ingresso al paese; ma Civitella San Paolo nel corso del XV secolo aveva avuto una discreta espansione edilizia extra moenia, soprattutto nella zona denominata "Pisciricata".  Quando tra la fine del XV e gli inizi del XVI secolo
fu ampliato il circuito delle mura, fu costruita "Porta nuova" ovvero "Porta Capena" (così denominata perché qui terminava il percorso dell'antica strada proveniente da Leprignano), che costituiva non solo l'accesso alternativo a quello principale, ma era l'unico varco carrabile per questa popolosa contrada di nuova espansione, ad una quota notevolmente inferiore rispetto a quella del castello.
La porta ha una semplice veste rinascimentale: un arco di travertino a bugnato, lavorato a "spuntato", con bugne alternate lunghe e brevi, appoggiato direttamente sul toro delle mura. Al disopra dell'arco c'era una torretta che fungeva anche da corpo di guardia, con archibugiere laterali; ne resta solo la stretta facciata principale e traccia del solaio nell'unica trave in legno superstite.
Dal corpo di guardia della porta, la guarnigione controllava l'ingresso al borgo e in caso di attacco, poteva rapidamente raggiungere il baluardo ovest e il bastione successivo, attraverso un cammino di ronda a gradini.
Non è documentato l'anno di costruzione, ma è presumibile che l'opera sia stata realizzata intorno al 1520.

### Architetture religiose
- Chiesa di San Giacomo Maggiore: è attestato come la primitiva chiesa di San Giacomo fosse già esistente nel XIII secolo, edificata dirimpetto al castello e nello stesso luogo dell'attuale costruzione.
- Chiesa cimiteriale di San Lorenzo

La chiesa di San Lorenzo (e Santa Maria del Soccorso) è stata edificata in epoca medievale sulle rovine e con i materiali di una villa romana, nei pressi dell'odierno cimitero, a circa 500 metri dal centro storico, lungo il percorso dell'antica via della fontana Vecchia.
La villa romana fu scavata ed indagata dalla Soprintendenza all'Etruria Meridionale durante i lavori di ampliamento del cimitero negli anni 1981-1982; si tratta di resti di terrazzamenti ed ambienti voltati in opera reticolata, con fasi edilizie ed abitative comprese tra il I secolo a.C. ed il V secolo d.C., oggi interrati e non più visibili, ad eccezione di alcune murature restaurate nel 2002, all'interno dell'Eremo, annesso alla chiesa.
San Lorenzo è l'edificio sacro più antico di Civitella San Paolo, ed è probabile che il nucleo architettonico originario risalga al X - XI secolo, sorto per le esigenze cultuali degli abitanti sparsi nel contado e residenti nei casolari circostanti; fu edificato direttamente sulle rovine ed utilizzando il materiale di recupero proveniente dalla villa stessa, contribuendo così alla sua distruzione.
La prima menzione della chiesa risale al 1218, quando figura come appartenente all'Abbazia di San Paolo.
L'ampliamento di San Lorenzo sul finire del XVII secolo, è quasi una rifondazione; nel 1693 fu il padre cellerario Francesco Maria Ricci, vicario generale dei castelli dell'Abbazia di San Paolo, a curare la costruzione di una nuova grande cappella, coperta da cupola ellittica, dedicata alla Madonna del Soccorso, sotto gli auspici dell'abate Onorio de Silvestri sotto il pontificato di Innocenzo XII. Attorno alla primitiva chiesetta medievale, che divenne di fatto un transetto, si aprirono dunque tre cappelle dal ricco apparato di stucchi barocchi: san Lorenzo, san Filippo Neri e santa Maria del Soccorso. La venerata immagine mariana è stata purtroppo trafugata, ma i recenti restauri (2002) hanno portato alla luce un sorprendente affresco trompe-l'œil di scuola romana fine XVII - inizi XVIII secolo. Annesso alla chiesa è un piccolo eremo, un tempo utilizzato come abitazione del custode e foresteria per pellegrini.
- Chiesa di Santa Maria

La chiesa di Santa Maria, di antiche origini (XIV secolo), è una costruzione annessa al castello abbaziale, come una appendice che, dall'omonima piazzetta si prolunga su via Piave. Mantenne la sua funzione di parrocchiale intra moenia sino al 1890: fu denominata anche de Castello, ovvero "Santa Maria col titolo della Natività".
Oggi è persino difficile individuarla come edificio a sé stante, rispetto al castello (se non fosse per il campanile), tanto ha subito trasformazioni durante i secoli. Nel 1578 la chiesa fu ampliata grazie all'interessamento dell'abate Marco Pedoche da Mirandola e dell'abate cellerario Girolamo da Puppio. Al suo interno, spazio assolutamente anonimo e privo di antichità, si svolgono attività di catechesi della vicina parrocchia di San Giacomo; in passato vi fu adibita una sala cinematografica
- Monastero di Santa Scolastica

Sulla strada che conduce a Nazzano, a pochi chilometri da Civitella San Paolo, in località Monte Lino, sorge il monastero di Santa Scolastica, che prende nome dalla celebre sorella di san Benedetto.
Il complesso monastico fu edificato nel 1934 su progetto dell'ingegner Enrico Campa, per volere dell'abate Ildefonso Schuster e del suo successore Ildebrando Vannucci, grazie anche alla generosa elargizione di denaro della sig.na Bonomi di Milano ed alla donazione del necessario appezzamento di terra da parte dell'Abbazia di San Paolo Fuori le Mura.
L'edificio, appena terminato, fu occupato da una comunità di monache benedettine, provenienti dal monastero francese di Dourgne (regione del Midi-Pirenei), dirette spiritualmente dalla madre priora donna Andrea Bonnafous, divenuta badessa nel 1947.
Al suo interno esiste un chiostro che richiama, in qualche particolare, il portico che esisteva nel palazzetto abbaziale del castello; il monastero fu ampliato nel 1970 con la realizzazione di una foresteria e di spazi per convegni. Al suo interno è anche una biblioteca, ricca di 20.000 volumi a tema teologico.

## Società

### Evoluzione demografica
Abitanti censiti

### Religione
A Civitella San Paolo è presente una comunità che fa riferimento alla Comunità monastica di Bose, una comunità religiosa formata da monaci di entrambi i sessi, provenienti da chiese cristiane diverse.

### Tradizioni e folclore
La festa tipica del paese è la Festa dei Canestri, che viene festeggiata il 1º maggio. La festa dei Canestri è una festa che si svolge senza interruzioni dall'epoca dell'antica Roma e che nei secoli si è trasformata plasmandosi sulla tradizione cristiana. Ancora oggi le portatrici, indossando i costumi dell'epoca contadina, si fanno carico dei canestri, grandi coni cilindrici rivestiti di fiori e nastri, e sfilano nella tradizionale processione per salutare l'evento della bella stagione in un'esplosione di colori e profumi. Al termine del corteo processionale e della liturgia, vengono distribuite le pagnottine prodotte secondo l'antica ricetta tradizionale della treccia all'anice, riconosciuta come prodotto tipico di Civitella San Paolo.
La festa del patrono, san Giacomo Apostolo, cade il 25 luglio.

## Cultura

### Istruzione

#### Biblioteche
- Biblioteca del Monastero di Santa Scolastica
- Biblioteca dell'Associazione "Il Giullare"

### Cinema
Gli esterni di Sorbole... che romagnola, un film del 1976, furono girati a Civitella San Paolo.

### Cucina
Tra i dolci tipici di Civitella San Paolo, con ricetta risalente forse al Rinascimento, è il cosiddetto "cacione", una sorta di panzerotto di pasta a forma di mezzaluna, ripieno di polpa di zucca, zucchero, mandorle e nocciole tostate, preparato in occasione delle festività natalizie. La treccia all'olio con semi d'anice è un'altra specialità da forno di Civitella; il medesimo impasto viene utilizzato per confezionare le "pagnottine benedette" del 1º maggio.

## Economia

### Agricoltura
Il Cacione e la Treccia all'anice di Civitella San Paolo sono inseriti tra i prodotti agroalimentari tradizionali laziali.

## Infrastrutture e trasporti

### Strade
Il territorio comunale è attraversato dalla SP 19, che collega Fiano Romano - Nazzano.
Il centro storico di Civitella San Paolo dista circa quarantacinque chilometri da Roma, dieci da Capena e sette da Fiano Romano.

### Trasporto pubblico
Il paese è servito dalle autolinee COTRAL.

## Amministrazione
Tra il 1816 e il 1870 amministrativamente faceva parte della Comarca di Roma, suddivisione amministrativa dello Stato Pontificio.
Elenco dei Sindaci di Civitella San Paolo eletti dal 1999 in poi:
| Periodo        | Periodo          | Primo cittadino       | Partito                                      | Carica  | Note                                               |
| -------------- | ---------------- | --------------------- | -------------------------------------------- | ------- | -------------------------------------------------- |
| 14 giugno 1999 | 14 giugno 2004   | Basilio Rocco Stefani | Lista civica                                 | Sindaco | Eletto con il 56,12%                               |
| 14 giugno 2004 | 8 giugno 2009    | Basilio Rocco Stefani | Lista civica                                 | Sindaco | Eletto con il 60,89%                               |
| 14 giugno 2009 | 10 novembre 2010 | Francesco Malatesta   | Uniti per Civitella San Paolo (lista civica) | Sindaco | Eletto con il 62,58% Dimessosi il 10 novembre 2010 |
| 15 maggio 2011 | 7 giugno 2016    | Lorenzo Palmucci      | Civitella Domani (lista civica)              | Sindaco | Eletto con il 46,11%                               |
| 20 giugno 2016 | 3 ottobre 2021   | Basilio Rocco Stefani | Uniti per Civitella San Paolo (lista civica) | Sindaco | Eletto con il 54,38%                               |
| 4 ottobre 2021 | in carica        | Giuseppe Cappetta     | Uniti per Civitella San Paolo (lista civica) | Sindaco | Eletto con il 55,88%                               |

### Altre informazioni amministrative
- Fa parte dell'Unione Valle del Tevere - Soratte.
- Dal 2013 ha aderito alla Conferenza dei sindaci dell'area Tiberina/Flaminia/Cassia.
- Dal 2015 fa parte del Consorzio intercomunale dei servizi e interventi sociali Valle del Tevere[8] insieme ad altri 16 comuni ricandenti nel distretto socio-sanitario 4 della ASL Roma 4.

## Ambiente e territorio

### Itinerari
Il comune di Civitella San Paolo è parte dell'Itinerario delle forre etrusche e della valle del Tevere, all'interno del progetto del Sistema delle Aree Protette della Regione Lazio, Le Strade dei Parchi, percorre i paesaggi fluviali e i caratteristici borghi del Lazio a nord di Roma che si affacciano sulla valle del Tevere. È composto da 4 tappe:
- 1 Da Settevene a Calcata[11]
- 2 Da Calcata a Sant'Oreste[12]
- 3 Da Sant'Oreste a Torrita Tiberina[13]
- 4 Da Torrita Tiberina a Civitella San Paolo[14]